# Arthur A'Beckett

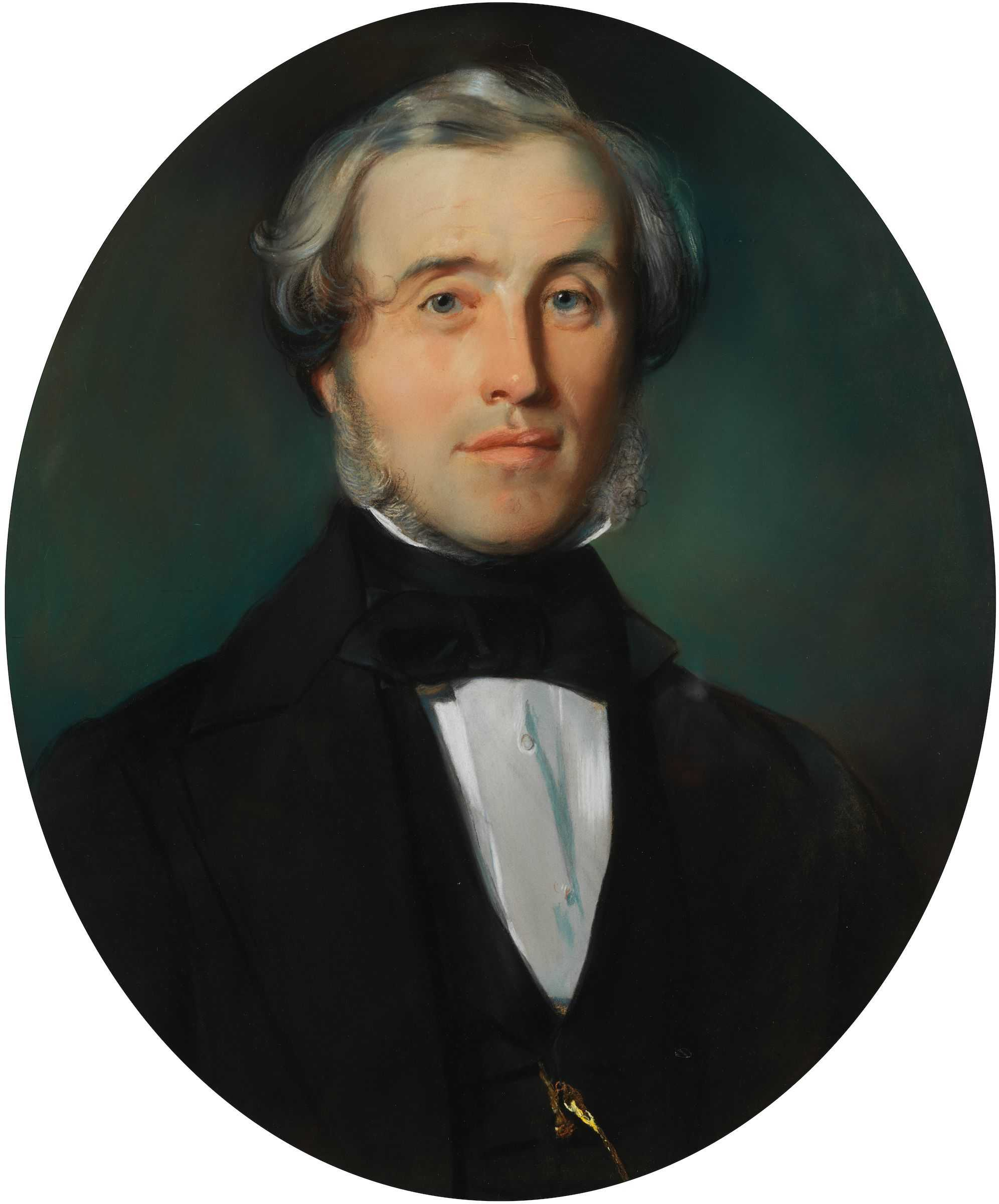
Chân dung bác sĩ phẫu thuật và chính trị gia người Úc gốc Anh, Arthur Martin a'Beckett

Arthur Martin A'Beckett (1812 - 23 tháng 5 năm 1871) là một bác sĩ phẫu thuật và chính trị gia người Úc gốc Anh.

## Cuộc đời
A'Beckett được sinh ra ở London với William A'Beckett, một luật sư và Sarah Abbott. Ông đã theo học tại Đại học London và đủ tiêu chuẩn trở thành một bác sĩ y khoa. Từ năm 1835 đến năm 1837, ông là bác sĩ phẫu thuật nhân viên của Quân đoàn Anh ở Tây Ban Nha, nơi ông nhận được một số huân hương của Tây Ban Nha.
Năm 1838, A'Beckett kết hôn với Emma Louise Elwin, họ đã có với nhau 10 người con. Họ di cư vào năm đó đến New South Wales, nơi đã thực hành thành công với tư cách là một bác sĩ phẫu thuật.
Từ năm 1856 đến năm 1860, A'Beckett phục vụ trong Hội đồng Lập pháp New South Wales. Anh trai của ông, Ngài William A'Beckett là Chánh án của Victoria, trong khi con trai của ông là William Channing A'Beckett sau đó tham gia Hội đồng Lập pháp New South Wales.
Arthur A'Beckett qua đời tại Sydney năm 1871.